# Mortal Kombat: Onslaught
Mortal Kombat: Onslaught (с англ. — «Смертельная битва: Натиск») — ролевая игра из серии Mortal Kombat. Игра сочетает боевой геймплей с полноценной кинематографической сюжетной линией. Релиз игры состоялся 17 октября 2023 года.

## Игровой процесс
Игра является четвёртой в серии, которая не является файтингом. Она представляет собой action-RPG с упором на сюжет. Игроку предстоит создавать команды до 10 персонажей для битв и выполнять различные миссии для того, чтобы увеличить силу своих бойцов и повысить уровень их снаряжения. Традиционно для серии, в игре присутствуют фаталити в качестве одной из бонусных боевых способностей. В игре также присутствует многопользовательский режим, где игроки со всего мира могут ставить свои команды друг против друга и подниматься в таблице лидеров.

### Персонажи
| Играбельные | Неиграбельные                      |
| --- | ---------------------------------- |
| - Барака - Эррон Блэк - Фрост - Фуджин - Горо - Джейд - Джакс - Джонни Кейдж - Кано - Китана - Кунг Лао - Лю Канг - Милина - Ночной волк - Нуб Сайбот - Куан Чи - Рейден - Скорпион - Шанг Цунг - Шао Кан - Синдел - Скарлет - Соня Блэйд - Саб-Зиро - Таня | - Центрион - Кабал - Шива - Шиннок |

## Закрытие
18 июля 2024 года NetherRealm Studios распустила всю команду по созданию мобильных игр, под сокращение попало около пятидесяти человек. Спустя два дня, 20 июля, было объявлено, что игра закроется 21 октября 2024 года.